# Nationalsocialistisk front
Nationalsocialistisk front (förkortat NSF) var ett svenskt nynazistiskt politiskt parti med, enligt den framträdande medlemmen Björn Björkqvist, kristna grundvärderingar, som han dock menar egentligen är nordiska grundvärderingar som anammats av kristna i Norden. Partiet bildades i Karlskrona 1994, och hade i slutet av 2008 sex länsavdelningar och nio fristående stadsavdelningar. Partiet hade som mål att avskaffa demokratin på parlamentarisk väg. Enligt partiprogrammet stod man för rasbiologiska skyddsåtgärder, statlig raskontroll, utträde ur EU och FN, repatriering av flyktingar och invandrare, samt skattelättnader för personer med många av vad man ansåg vara genetiskt friska barn. I NSF hade man även en militant grupp kallad SoS (Skydd och Säkerhet).
NSF ställde upp i val till riksdag samt kommunfullmäktige i sex kommuner 2006. Partiet fick cirka 1 400 röster i riksdagsvalet men blev inte invalt i någon kommun. Partiets verksamhet bestod av bland annat propagandaspridning, torgmöten och demonstrationer samt fysiska aktiviteter likt självförsvarsträning men även bergsklättring med mera. Flera ledande partiföreträdare begick politiskt motiverade brott under 2006.
Den 22 november 2008 upplöstes Nationalsocialistisk Front. Samtidigt bildades Folkfronten, ett nytt parti med samma ledning, samma medlemmar och med samma resurser. Folkfronten plockade bort de öppet nationalsocialistiska inslagen, och satsade mer på en folklig inriktning. Enligt Expos chefredaktör Daniel Poohl var förändringen enbart kosmetisk. Folkfronten ändrade, genom beslut vid ledningsmöte 25 oktober 2009, namn till Svenskarnas parti och partibeteckningen Svenskarnas parti (SVP) registrerades den 23 november 2009 hos Valmyndigheten. En grupp partimedlemmar som motsatte sig ombildningen från Nationalsocialistisk front till Folkfronten, och som ville fortsätta med öppen nationalsocialism, bröt sig 2009 ur och fortsatte istället sin verksamhet med att grunda organisationen Nordiska nationalsocialister.

## Historik

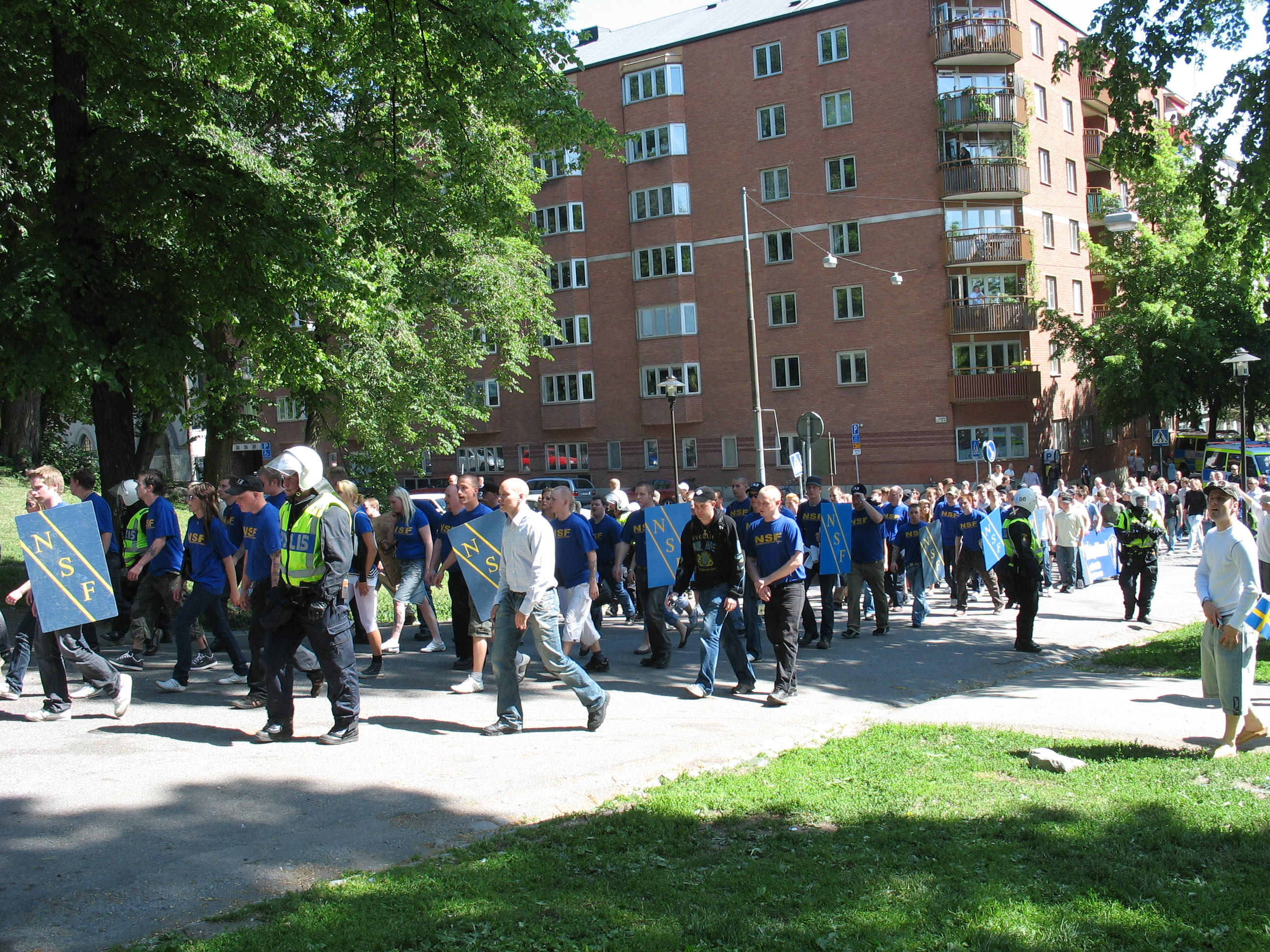
Nationalsocialistisk front deltar i nazistdemonstrationen Folkets marsch i Stockholm på Sveriges nationaldag.

Partiet bildades 1994 av några ungdomar som bland annat inspirerats av Vitt Ariskt Motstånd. Från starten 1994 till december 1999 leddes partiet av Anders Högström. NSF kom att inom den svenska nazismen bli en ledande kraft då de sågs uppträda "mer organiserat", med mer ordnade led och uttalade ideologiska mål på offentliga möten. När Högström hoppade av införde man en så kallad riksledning som bestod av Anders Ärleskog och Daniel Höglund. Anders Högström lämnade NSF för att istället engagera sig i Socialdemokraterna. Från och med april 1999 betraktade sig Nationalsocialistisk front som en partipolitisk organisation men registrerade aldrig en partibeteckning.
Nazistveteranen Curt Linusson lät runt 2004 NSF hålla vit makt-konserter och arrangemang i ett gammalt spinneri i Tråvad som han ägde, vilket ledde till protester från kommunen och politiker i Vara, från både socialdemokrater, moderater och liberaler. Stora delar av nazisternas högkvarter brändes ned i en aktion som Antifascistisk aktion tog på sig och högkvarteret revs därefter.
Flera personer med anknytning till organisationen var dömda för våldsbrott och hets mot folkgrupp. Bland annat hade gärningsmännen vid Malexandermorden 1999 kopplingar till NSF. En av gärningsmännen, Andreas Axelsson, hade tidigare varit medlem i NSF under en kortare period och Jackie Arklöv, som tagit på sig ansvaret för dödsskjutningen av de två polismännen, hade skrivit en insändare till NSF:s partitidning. Nationalsocialistisk front tog avstånd från dödsskjutningarna och personerna som utförde dådet. Partiet hävdade att dåden inte hade någon koppling till nazismen, trots att samtliga inblandade begick dåden för att finansiera en ny nazistisk rörelse.
Nationalsocialistisk front uppmärksammades ibland i media på grund av utåtriktad verksamhet såsom demonstrationer och flygbladsspridning. NSF:s tidigare uniform avskaffades inför valet 2006 och därefter användes ofta en blå t-shirt med gul text på där det stod "NSF". Den tidigare uniformen utgjordes av svart keps med partiskölden på, svart s.k Natotröja med partimärket på ärmen, beige cargobyxor och svarta kängor. Bland propagandan partiet spred fanns en omfattande försäljning av vit makt-produkter, bland annat CD-skivor, via Internet.

## Valresultat
Under valet 2002 ställde Nationalsocialistisk front upp i kommunalvalet i Karlskrona där de fick 206 röster, vilket motsvarade 0,5% av de totala rösterna. Valresultatet ledde ej till något mandat. I valet 2006 ställde partiet upp till kommunfullmäktige i sex kommuner, inräknat Karlskrona men partiet fick inte några mandat. Partiet ställde även upp i valet till riksdagen. Sammanlagt fick partiet 1 417 röster vilket gjorde det till det nionde största partiet utanför riksdagen med 0,03%.
Av de tio personer som kandiderade för Nationalsocialistisk front i valet 2006 var sju dömda för brott. Bland de brott som kandidaterna var dömda för fanns skadegörelse, häleri, mened, misshandel, olovligt innehav av spritdrycker, våld mot tjänsteman, brott mot vapenlagen och hets mot folkgrupp.

## Partiprogram
Organisationen var hierarkiskt uppbyggd med en central ledning och undergrupper. Av handlingsprogrammet framgick att organisationen arbetade för bland annat nationell självförsörjning, repatriering av alla utomeuropeiska invandrare, upprättande av en statlig raskontroll för att "säkerställa den nordiska rasens andliga och biologiska sundhet" samt statlig kontroll av massmedia. Den övergripande målsättningen var att "bana vägen för ett nationalsocialistiskt makttillträde" och därefter avskaffa demokratin,  Nationalsocialistisk front ville införa ett folkstyre enligt den nordiska ledar- och ansvarsprincipen med en regering bestående av inom de olika yrkeskategorierna valda sakkunniga representanter, som enbart skulle verka för folket och fosterlandets välbehag. Även dödsstraff för grova sexualbrott och landsförräderi stod med i programmet. Utträde ur EU och FN var något Nationalsocialistisk front ville verka för. Partiet ville också avskaffa biståndet till kommunistiska och diktatoriska stater.
Nationalsocialistisk front förnekade aldrig att förintelsen skulle ägt rum, men ifrågasatte omfattningen av den och påstod ibland att den delvis var en efterkonstruktion av ZOG. De sa att det var totalt irrelevant för dem vad som hände i ett annat land för över 60 år sedan.[källa behövs]
Partitidningen hette Den Svenske Nationalsocialisten.

## Säkerhetspolisens syn på Nationalsocialistisk front
Nationalsocialistisk front hörde till de grupper som bevakades av svenska Säkerhetspolisen. Säkerhetspolisens chef i Dalarna bedömde 2008 att den lokala delen av Nationalsocialistisk Front var våldsamma och utgjorde ett hot mot demokratin. Organisationen har misstänkts för att försöka bygga upp en privat armé. Med anledning av den misstanken genomfördes 2003 en razzia mot bland andra Nationalsocialistisk Front. Man misstänkte olovlig kårverksamhet, ett brott som innebär att man bildar, stödjer eller deltar i en sammanslutning som "lätt kan utvecklas" till en paramilitär trupp eller olaglig polisstyrka.
Organisationen bytte namn till Svenskarnas parti. Då tog man bort beteckningen nationalsocialistisk ur namnet, men det betraktas av säkerhetspolisen mest som ett namnbyte.

## Rudolf Hess minnesmarsch
Rudolf Hess minnesmarsch anordnades den 17 augusti 1996 i Trollhättan. Hessmarschen initierades av fängelseorganisationen Gula Korset, och organiserades av Nationalsocialistisk front i Karlskrona. som beslutade att den skulle hållas i Trollhättan, som på mitten av 1990-talet var ett stort fäste för nazism i Sverige. Efter en debatt i massmedia hade polisen dragit in marschtillståndet och tillät endast ett stillastående möte vid Trollhättans järnvägsstation. Sju nazister greps i samband med marschen.

## Brott och kopplingar till brott
- Ledaren för Nationalsocialistisk Front i Skåne dömdes i mars 2008 för skadegörelse, medhjälp till misshandel och medhjälp till olaga hot efter en attack 2006 mot RFSL:s lokaler i Kristianstad, under en schlagerkväll.[21]